# Аркёйская школа

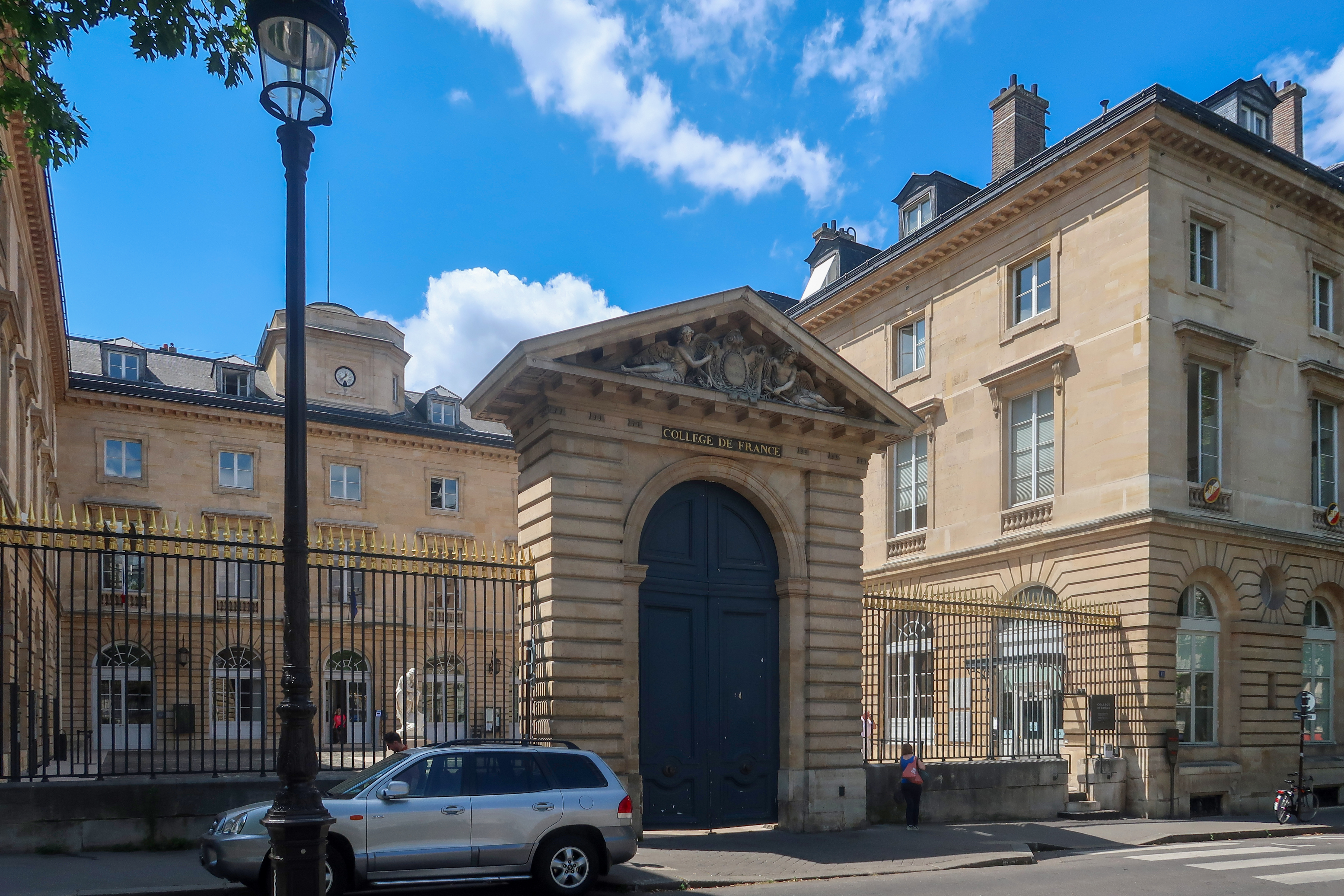
Коллеж де Франс, где состоялся первый концерт Аркёйской школы

Аркёйская школа (фр. École d'Arcueil) — творческое объединение (группа) французских композиторов и музыкальных деятелей, возникшее и существовавшее в 20-х годах XX века под влиянием поздних эстетических взглядов Эрика Сати, после его разрыва с «Шестёркой».
Инициатором создания группы стал Дариюс Мийо, а Эрик Сати впервые представил четырёх музыкантов 14 июня 1923 года во время лекции-концерта в Коллеж де Франс:558. На тот момент в составе группы были объявлены: Роже Дезормьер, Максим Жакоб, Анри Клике-Плейель и Анри Соге. Между тем, к неформальной «школе» имели отношение и другие участники, прежде всего, Жак Бенуа-Мешен и, позднее, Робер Каби. Объединение не представляло собой единой композиторской школы, просуществовало недолго и постепенно перестало заявлять о себе после смерти Эрика Сати (1925).

## История создания и деятельность
Эрик Сати, который наряду с Жаном Кокто был идейным вдохновителем «Шестёрки» — группы французских композиторов — при возникновении Аркёйской школы стал также идеологом и, по его собственному выражению, её своеобразным «фетишем». В эту группу входили молодые композиторы, все, так или иначе, ученики Шарля Кеклена:558: Роже Дезормьер, Максим Жакоб, Анри Клике-Плейель и приехавший из Бордо в 1922 году Анри Соге, которого пригласил в Париж Дариюс Мийо (участник «Шестёрки»), познакомивший его с Сати. Соге как композитор признаётся наиболее выдающимся участником объединения. Мийо в своих мемуарах приводит историю появления его в Париже и знакомства с близкими к Сати музыкантами:
Самым одарённым композитором «Аркёйской школы» был Анри Coгe. Как-то в эпоху наших суббот Кокто нам принёс несколько фортепианных пьес и один романс <Oceano Nox>, присланный ему Coгe из Бордо. Это были только первые опыты, но они уже свидетельствовали о таланте музыканта. Я сразу же написал ему письмо и пригласил приехать ко мне на несколько дней. Это короткое пребывание в Париже предоставило ему случай познакомиться с нами и побывать на нескольких концертах. Мы были просто очарованы его обаянием, утончённым умом, широкой культурой и оригинальностью. Через год он окончательно переехал в Париж.
Аркёйская школа назвала себя так в честь Сати, который с 1898 года переехал из Парижа в бедный рабочий пригородный посёлок Аркёй-Кашан (Arcueil) и в связи с этим получил ироническое прозвище «аркёйский мудрец» или «аркёйский отшельник». Название объединения, а также сама идея и инициатива создания принадлежали именно Дариюсу Мийо, о чём Сати недвусмысленно объявил в своей первой лекции: «это моему другу Дариюсу Мийо пришла в голову такая мысль, и он представил мне этих молодых людей. Теперь я продолжаю его дело — и представляю их вам»:558.
Единственный из «Шестёрки» сохранивший близкие отношения с Эриком Сати, общительный и благожелательно настроенный к молодым талантам Мийо писал о создании Аркёйской школы:
Четыре молодых музыканта, представленные публике Эриком Сати в Коллеже Франции, достойны того, чтобы их выслушали и приняли с самой большой симпатией. Старшему из них 28 лет, младшему — 17. В знак уважений к своему мэтру они называют себя "Аркёйской школой". Вспомним слова их учителя: "Нужно давать кредит молодым. В 50 лет обычно все твердят о своей опытности...".
В эстетических взглядах и творчестве «аркёйцев» получили отражение воззрения Сати последних лет его жизни. В это время он отошёл от прежних эстетических позиций и призывал к восстановлению связей с национальными музыкальными традициями, высшее выражение которых видел в творчестве Шарля Гуно, чью музыку он советовал принять за образец. Сати призывал также изучать творчество Джоаккино Россини, Феликса Мендельсона, Жоржа Бизе, отказавшись от знакомства с творениями Рихарда Вагнера, Сезара Франка и его школы, Габриэля Форе и Клода Дебюсси, влияние которых считал пагубным для молодых композиторов. Однако никакого эстетического диктата со стороны Сати в отношении четвёрки композиторов им не осуществлялось. Как указывает музыковед Шнеерсон Г. М.:
Органически не выносивший никаких авторитетов в искусстве, Сати и не помышлял о творческом руководстве новыми музыкальными рекрутами, да и вряд ли он был на это способен. Он говорил им: «Ищите сами. Делайте всё не так, как я, а наоборот. Не слушайтесь никого!»
Знакомство Эрика Сати с разными участниками будущей «Аркёйской школы» не было долгим или близким и происходило в разное время, от 1920 до 1923 года. Причём, с самого начала он не скрывал своего иронического отношения к их творчеству. В особенности, забавлял его Клике-Плейель, который взял вторую звучную часть своей фамилии от матери, а музыка его до краёв изобиловала «красивыми красивостями», от которых старого мэтра долго мучила «отрыжка»:500-501. В результате публичное объявление о новой «школе» несколько раз откладывалось и случилось на год позднее, чем планировалось изначально. В отличие от Мийо, для Эрика Сати эта акция с самого начала имела чисто фумистическую природу: выдать нечто несерьёзное за настоящее, «пустить дым» в глаза публике и заодно пощекотать нервы старой «Шестёрке», прежде всего, Орику, Пуленку и Кокто:500-501.
Мийо также относит к этой группе барона Жака Бенуа-Мешена, посвятив ему пространную характеристику, причём, называет его имя третьим и центральным в группе, после Анри Клике-Плейеля и Роже Дезормьера. И это отнюдь не случайность. Поначалу договорённость об участии в группе поддержали пять её участников, что соответствовало намерениям обоих организаторов и, к тому же, по числу было значительно ближе к «Шестёрке». Между тем, накануне публичного объявления о создании «Аркёйской школы» Жак Бенуа-Мешен совершил эксцентричную выходку, прислав Эрику Сати заказным письмом свидетельство о собственной смерти. Сати, вообще любивший оригинальные эксцессы, по достоинству оценил этот поступок. Однако в результате имени Жака Бенуа-Мешена не оказалось среди тех четырёх, кого Сати назвал во время лекции-концерта 14 июня 1923 года в Коллеж де Франс:564.
Некоторые исследователи называют среди участников группы также имя Робера Каби (Robert Caby), который познакомился с Сати только в ноябре 1924 года, во время премьеры последнего балета «Relâche» (или «Спектакль отменяется»), сблизился с «аркёйским мэтром» в последние четыре месяца его жизни в больнице Сен-Жозеф, а к школе присоединился уже после его смерти.
20 октября 1923 года в Театре Елисейских полей состоялся первый концерт Аркёйской школы. В программу входили: «Увертюра Жакоба», цикл танго Клике-Плейеля, «Воспоминания о голубом бале» — мазурка Дезормьера, «Ноктюрн» и «Танец матросов» Соге. Это было единственное коллективное выступление группы, которая постепенно прекратила свои совместные выступления после смерти Сати в 1925 году.